# Episodi di Kraft Mystery Theater (seconda stagione)
La seconda stagione della serie televisiva Kraft Mystery Theater è stata trasmessa in anteprima negli Stati Uniti d'America dalla NBC tra il 13 giugno 1962 e il 26 settembre 1962.
| nº | Titolo originale             | Titolo italiano | Prima TV USA      | Prima TV Italia |
| -- | ---------------------------- | --------------- | ----------------- | --------------- |
| 1  | In Close Pursuit             |                 | 13 giugno 1962    |                 |
| 2  | Death of a Dream             |                 | 20 giugno 1962    |                 |
| 3  | Perilous                     |                 | 27 giugno 1962    |                 |
| 4  | Dead on Nine                 |                 | 4 luglio 1962     |                 |
| 5  | Two Counts of Murder         |                 | 11 luglio 1962    |                 |
| 6  | Night Panic                  |                 | 18 luglio 1962    |                 |
| 7  | Murder Is a Private Affair   |                 | 25 luglio 1962    |                 |
| 8  | Sound of Murder              |                 | 1º agosto 1962    |                 |
| 9  | Chez Rouge                   |                 | 8 agosto 1962     |                 |
| 10 | Cry Ruin                     |                 | 15 agosto 1962    |                 |
| 11 | Thunder in the Night         |                 | 22 agosto 1962    |                 |
| 12 | The Problem in Cell Block 13 |                 | 29 agosto 1962    |                 |
| 13 | The Night the Phone Rang     |                 | 5 settembre 1962  |                 |
| 14 | Change of Heart              |                 | 12 settembre 1962 |                 |
| 15 | Murder in Gratitude          |                 | 19 settembre 1962 |                 |
| 16 | Circle of Evil               |                 | 26 settembre 1962 |                 |